# Skövde församling (före 1500)
Skövde församling var en församling i Skara stift. Församlingen delades på 1500-talet upp i Skövde landsförsamling och Skövde stadsförsamling.

## Administrativ historik
Församlingen har medeltida ursprung. På 1500-talet utbröts Skövde landsförsamling och församlingen fick namnet Skövde stadsförsamling.  Församlingen var till 1500-talet moderförsamling i pastoratet Skövde, Ryd, Våmb, Hagelberg, Kyrketorp, Sventorp, Suntetorp och Forsby.  Församlingen delades på 1500-talet upp i Skövde landsförsamling och Skövde stadsförsamling.

## Kyrkor
- Sankta Helena kyrka